# Strymonikó
Strymonikó, en grec moderne : Στρυμωνικό ou Στρυμονικό, auparavant appelé Órliako (grec moderne : Όρλιακο), est un village et un ancien dème du district régional de Serrès, en Macédoine-Centrale, Grèce. Depuis 2010, il est fusionné au sein du dème d'Iráklia.
Selon le recensement de 2011, la population du dème compte 3 918 habitants tandis que celle du village s'élève à 1 619 habitants.